# Mariel Soria Miranda
Mariel Soria Miranda (San Salvador de Jujuy, 1946) es una argentina/catalana dibujante, historietista y diseñadora de vestuario teatral.
Se formo al lado de Alberto Breccia y Hugo Pratt, directores en aquellos años de la reconocida Escuela Panamericana de Arte. Muy pronto empieza a trabajar en Producciones Garcia Ferré, Buenos Aires colaborando con su equipo en la realización de dos largometrajes y una serie de dibujos animados. Simultáneamente colabora en revistas infantiles como Anteojito o Billiken.
En 1975, y debido a la situación política de su país, Argentina, decide trasladarse a Barcelona, Cataluña, empezando a colaborar con Editorial Bruguera Cavall Fort, Editorial Juventud y La Galera. Hace tándem con el novelista y guionista Andreu Martin, creando las series: Doctor Delclós y Bruc2, para la revista "Sal Común", y Sam Balluga y Contactos para la revista El Jueves donde colaboró hasta finales de 1984.
También en 1975, y junto con otros profesionales del mundo del cómic i la ilustración, fundan el "Colectivo de la Historieta" que publicará la revista Trocha/Troya.
Sus series, todas ellas catalogables como obras de autor, se caracterizan por el uso de una fina ironía y sentido crítico. Sus trabajos han sido publicados en casi todas las revistas de historieta españolas: El Vibora, Totem, Zona 84, Creepy, Madriz, Metrópolis, Cimoc, Cul de Sac, El Jueves...; en las francesas: Pilote y Virus; y en la italiana alterlinus. La crítica la situa en la primera línea de dibujantes actuales.
A partir de 1983 su personaje más relevante, la Mamen, creado conjuntamente con el actor Manel Barceló para la revista El Jueves, tuvo su propia serie hasta 2012. El personaje difería del resto de obras del momento porque mostraba a una mujer joven, independiente y sexualmente deshinibida. Fruto también de la colaboración con Manel Barceló son las 37 tiras tituladas Night & Day y Quel·lo para el diario El Periódico de Cataluña, así como Federica para el periódico La Vanguardia y En tres Actes para la revista Entreactes.
Debuta como diseñadora de vestuario teatral en 1988 para la obra All Singing, all dancing en el Teatre Grec de Barcelona. Destaca en 1933 su vestuario para La Guardia Blanca en el Teatre Romea de Barcelona y en el año 2000 con la obra Shylock en el Teatre Màlic. A partir de este momento empieza una serie de colaboraciones con el TNC (Teatre Nacional de Catalunya) entre las que cabe destacar: Fairy (2007) y Ball de Titelles (2012) ambas nominadas a los premios Butaca, y la Dama de Reus (2008), El casament d'en Terregada (2019), entre muchas otras. 
En 2020 la Dirección General de Patrimonio Cultural de la Generalitat de Catalunya adquirió dos dibujos originales de la publicación Python Trip pertenecientes al archivo de la autora y en 2021 el MNAC (Museu Nacional d'Art de Catalunya) aceptó una donación de seis originales de dibujos a la acuarela y tinta china del personaje de Mamen.

## Reconocimientos
Como reconocimiento a su obra, Soria formó parte del jurado del Premio Nacional del Cómic (de España) en 2008. Además, fue premiada en diversas ocasiones: en 2009 obtuvo el premio "al mejor dibujo de historieta de humor" del Premio Diario de Avisos, y en 2016 fue galardonada con el Premio Ivà en su edición número 23.
El 22 de noviembre de 2016, en la Real Academia de España en Roma, se inauguró la exposición Presentes: autoras de tebeo de ayer y de hoy comisariada por el Colectivo de Autoras de Cómic, en la que incluyen la vida y obra de Mariel Soria Miranda como una de las mujeres importantes en el mundo del cómic en España.